# Église Saint-Nicolas de Prague (Malá Strana)
Il existe deux église Saint-Nicolas à Prague. Celle-ci, située à Malá Strana ; et l'église Saint-Nicolas de la Vieille-Ville, située de l'autre côté de la Vltava.
L'église Saint-Nicolas (en tchèque : Kostel svatého Mikuláše) est un édifice religieux catholique de style baroque sis au cœur de Malá Strana, un quartier ancien de Prague à l'ouest de la Vltava (Tchéquie). Édifiée au XVIIe siècle par les Jésuites en place d'une ancienne église paroissiale, elle est une des églises les plus visitées de Prague. Sa coupole et sa fière tour font traditionnellement partie du panorama du château de Prague.
L'église est considérée comme un des meilleurs monuments baroques en Europe centrale et comme le plus joli bâtiment baroque de toute la Bohême. Elle a été construite au moment de la reconstruction de la ville, dans la seconde moitié du XVIIe siècle, au moment où le style Renaissance était remplacé par le style baroque apparu en même temps que les changements politiques suivant la bataille de la Montagne Blanche en 1620, c'est-à-dire la recatholisation du pays et l'instauration du pouvoir monarchique absolu.

## Histoire de la construction

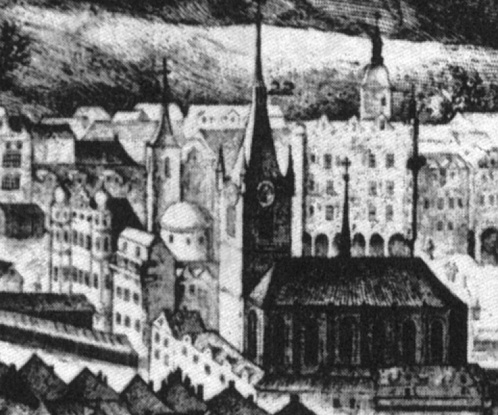
Vue de l'église médiévale Saint-Nicolas antérieur à l'édifice baroque actuel, par Filip van den Bossch (1606)

L'église se trouve au cœur de Malá Strana, où se trouvait l'ancienne église paroissiale Saint-Nicolas, qui fut remplacée au Moyen Âge par une petite église romane entourée d'un marché. 
La construction des bâtiments baroques par les Jésuites, y compris la cure et l'école paroissiale, dure de 1673 à 1752. Les travaux sont entamés par maître P. Bos, rapidement remplacé par Giovanni Domenico Orsi. La phase essentielle de la construction commence après 1702 selon de nouveaux plans, qui sont attribués à Christophe Dientzenhofer. Après sa mort, l'œuvre est terminée par son fils Kilian Ignace Dientzenhofer. Des messes sont célébrées dans une partie de l'église dès 1711, mais le complexe n'est terminé qu'en 1771. Cette même année sont terminés la tour et le clocher par Anselmo Lurago.

## Architecture
Les bâtisseurs de l'église Saint Nicolas se sont fortement engagés dans l'évolution de l'architecture baroque flamboyante. Lors de la construction, tous les éléments caractéristiques de ce style sont utilisés pour renforcer l'impression de monumentalité et de dramatisme.
La façade occidentale est formée d'un escalier triple, avec rez-de-chaussée, premier étage et un fronton monumental de type romain. La vue en plan est ici enfoncée, là ressortie, ces courbes et contre-courbes donnent une impression de nervosité et de mouvement. La façade est décorée de colonnes ioniques, d'un balcon, d'une décoration de stuc et de statues. Dans la niche du fronton se trouve une statue de saint Nicolas, œuvre des ateliers de J.B.Kohl (avant 1711).
La façade méridionale forme la façade de la nef et la coupole surmontée d'un lanterneau. La façade est terminée par une tour carrée, un beffroi municipal en fait. La coupole, haute de presque 80 mètres, est entre autres décorée de statues d'Ignaz Platzer, datant de la seconde moitié du XVIIe siècle et de R. Platzer (seconde moitié du XIXe siècle). La galerie autour du lanterneau est décorée d'une grille en fer forgé.
Les façades septentrionale et orientale sont moins visibles, la façade nord étant dirigée sur la cour de l'ancienne Maison professe  des Jésuites et la façade est presque entièrement cachée par les maisons bourgeoises attenantes.